# Vincent Stuer
Vincent Stuer (Sint-Niklaas, 1975) is een Belgisch schrijver, theatermaker en politicus.

## Biografie
Stuer studeerde politieke wetenschappen aan de Universiteit Gent en de Universiteit van Leeds.
Hij is sinds 1999 actief binnen de Vlaamse liberale partij Open Vld. Hij was speechschrijver van de liberale Europees Commissievoorzitter José Manuel Barroso, woordvoerder van D66 in het Europees Parlement en woordvoerder van Karel De Gucht toen die partijvoorzitter, minister van Buitenlandse Zaken en Europees Commissaris was. In 2019 stond hij als tweede opvolger op de Open Vld-lijst in de Europese Parlementsverkiezingen. In 2023 stelde hij zich kandidaat om de lijst in 2024 te trekken. Later hetzelfde jaar diende hij zijn kandidatuur in voor het voorzitterschap van Open Vld, als uitdager van Tom Ongena. Stuer haalde 29% bij de voorzittersverkiezingen. Hij verliet begin oktober de partij uit onvrede met de aanstelling van Hilde Vautmans als Europees lijsttrekker.
Stuer schreef de politieke theatermonoloog Onbezongen/Unsung die in 2017 in première ging, en waarvoor hij in 2018 een prijs kreeg op het Edinburgh Festival Fringe. In 2021 bracht hij de historische roman Hoogmoed uit, over het België van de jaren 1930. In 2025 bracht hij een boek uit over de controverse rond Leopold III en diens plannen met België.